# Hudson (Schiff, 1943)
Die USS Hudson (DD-475) war ein zur Fletcher-Klasse gehörender Zerstörer der US-Marine. Sie nahm zwischen 1943 und 1945 am Zweiten Weltkrieg teil. Nach Kriegsende gehörte sie zur Reserveflotte und wurde 1973 zum Abbruch verkauft.

## Namensgeber
William Levereth Hudson (1794–1862) war Offizier der US Navy. Er nahm von 1838 bis 1841 als Kommandant der USS Peacock an der United States Exploring Expedition teil. Im März 1857 unternahm Captain Hudson als Kommandant der USS Niagara zusammen mit britischen Schiffen den ersten Versuch, ein Transatlantikkabel zu legen. Zwischen 1858 und 1862 leitete er die Boston Navy Yard, die spätere Bauwerft des nach ihm benannten Zerstörers.

## Technik

### Rumpf und Antrieb
Der Rumpf der USS Hudson war 114,7 m lang und 12,2 m breit. Der Tiefgang betrug 5,4 m, die Verdrängung 2.100 Tonnen. Der Antrieb des Schiffs erfolgte durch zwei Dampfturbinen von General Electric, der Dampf wurde in vier Kesseln von Babcock & Wilcox erzeugt. Die Leistung betrug 60.000 Wellen-PS, die Höchstgeschwindigkeit lag bei 35 Knoten.

### Bewaffnung und Elektronik
Hauptbewaffnung des Zerstörers waren fünf 5"/38 Mk.30-Einzeltürme und zehn 21"-Torpedos in zwei Torpedorohrsätzen. Dazu kamen diverse Flugabwehrkanonen. Die Flugabwehrbewaffnung wurde im Laufe des Krieges aufgrund der zugenommenen Bedrohung weiter verstärkt.
Die USS Hudson war mit Radar ausgerüstet. Am Mast über der Brücke waren ein SG- und ein SC-Radar montiert, mit denen Flugzeuge auf Entfernungen zwischen 15 und 30 Seemeilen und Schiffe in Entfernungen zwischen 10 und 22 Seemeilen geortet werden konnten. Zur Unterwasserortung war ein QC-Sonar eingebaut.

## Geschichte
Die USS Hudson wurde am 20. Februar 1942 auf der Boston Navy Yard auf Kiel gelegt. Am 3. Juni 1942 wurde sie von Flaurence Oliphant Hough, Ehefrau von Rear Admiral Henry Hughes Hough, getauft und am 13. April 1943 unter dem Kommando von Lieutenant Commander Richard R. Pratt in Dienst gestellt. Die USS Hutchins gehörte zur Destroyer Division (DesDiv) 89 des Destroyer Squadron (DesRon) 45.

### 1943
Nach der Erprobungsfahrt und Geleitdiensten entlang der Ostküste der Vereinigten Staaten wurde die Hudson in den Pazifik verlegt. Am 1. November 1943 eskortierte sie zusammen mit Guest, Bennett, Fullam, Renshaw, Conway, Terry, Anthony, Wadsworth, Braine und Sigourney einen aus zwölf Truppentransportern bestehenden Konvoi mit ca. 13.300 US Marines an Bord nach Bougainville. Nach Erreichen des Landungsabschnittes bei Kap Torokina im Norden der Kaiserin-Augusta-Bucht unterstützten die Zerstörer die Invasion durch Einsatz ihrer Artillerie und bildeten die Flugabwehr. Während eines japanischen Luftangriffs auf den amerikanischen Brückenkopf am 8. November konnte die Hudson zwei Flugzeuge abschießen und war am Abschuss einer dritten Maschine beteiligt.

### 1944
Nach dem Einsatz vor Bougainville operierte die USS Hudson gegen feindlichen Schiffsverkehr im Seeraum vor Truk und nahm an den Operationen gegen die Green Islands teil. Sie gehörte zur Task Group (TG) 31.8, die neben der USS Hudson aus den Schnellen Transportern USS Talbot, USS Waters und USS Dickerson sowie den Zerstörern USS Guest, USS Bennett und USS Guest bestand. Am frühen Morgen des 31. Januar 1944 befand sich die TG 31.8 vor Green Islands und schiffte das Green Raider Detachment, eine aus neuseeländischen und amerikanischen Soldaten bestehende Einheit, aus. Aufgabe der Green Raiders war das Auskundschaften der japanischen Verteidigungsstellungen. Als am nächsten Morgen die Raiders wieder aufgenommen wurden, ortete die USS Fullam um 4:11 Uhr mit dem Radar ein Fahrzeug in 10.500 yards Entfernung. USS Guest und USS Hudson wurden abgeteilt, um den Kontakt zu identifizieren. Da amerikanische PT-Boote ebenfalls in diesem Seegebiet operierten, näherten sich die Zerstörer dem unbekannten Fahrzeug ohne das Feuer zu eröffnen, um es mit dem Suchscheinwerfer zu beleuchten. In 3.500 yards Entfernung verschwand der Kontakt vom Radarschirm. Damit war gewiss, dass es sich um ein U-Boot handelte. Kurze Zeit später wurde das U-Boot durch Sonar geortet und die Zerstörer liefen zum Wasserbombenangriff an. USS Guest machte zwei Anläufe und es wurden Sinkgeräusche gehört. USS Hudson warf ebenfalls Wasserbomben auf das U-Boot. Bei dem versenkten U-Boot handelte es sich um das japanische 1.400 ts U-Boot I-171.
Bis April wurde die USS Hudson vor Bougainville eingesetzt. Nach einem kurzen Aufenthalt in Australien lief sie nach Roi-Namur im Kwajalein-Atoll, um auf die Schiffe zu treffen, die dort für die Operation Forager, der Eroberung der Marianen zusammengezogen wurden. Am 10. Juni verließ der Zerstörer Kwajalein, um an der Schlacht um die Marianen-Inseln teilzunehmen. Die USS Hudson unterstützte mit ihrer Artillerie die amerikanischen Truppen während der Landung auf Saipan am 15. Juni 1944. Anschließend war sie am 19. Juni an der Abwehr von vier massiven japanischen Luftangriffen auf Vice Admiral Marc Andrew Mitschers Fast Carrier Task Force während der Schlacht in der Philippinensee beteiligt und konnte zwei japanische Flugzeuge abschießen. Mitte Juli wurde die USS Hudson während der Landung auf Guam als Geleitschutz der Truppentransporter eingesetzt und konnte ein weiteres feindliches Flugzeug abschießen. Sie rettete drei amerikanische und einen japanischen Piloten aus Seenot.
Im September fuhr sie von den Marianen nach Palau, um zwischen dem 12. und 25. September die Landungen auf Peleliu and Angaur zu unterstützen. Am 4. Oktober lief sie von Manus nach San Francisco, wo sie zwei Wochen später einlief und überholt wurde.

### 1945
Nach Abschluss der Überholung und Ausbildungen in Pearl Harbor erreichte die USS Hudson am 19. Februar 1945 Iwo Jima, wo sie als Radarvorposten während der Schlacht um Iwo Jima eingesetzt wurde. Am 8. März rettete sie acht Überlebende einer über See abgestürzten B-29 Superfortress.
Ab 1. April wurde sie während der Schlacht um Okinawa als Radarvorposten vor den Okinawa-Inseln eingesetzt. Am 5. April versenkte sie das japanische U-Boot RO-41. Als Radarvorposten war sie ständig feindlichen Luftangriffen ausgesetzt und wurde am 22. April 1945 Ziel eines Kamikazeangriffs, durch den allerdings nur ein Mann verwundet wurde, da das Flugzeug in der Nähe des Zerstörers ins Meer stürzte. Am 4. Mai wurde die USS Hudson als „Zerstörer, der einen Flugzeugträger rettete“ bekannt. Der Geleitflugzeugträger Sangamon wurde von einem Kamikaze getroffen. Der Zerstörer ging, obwohl Munition an Bord des Trägers explodierte, dreimal längsseits, um insgesamt 16 Schläuche auszubringen. Durch das überhängende Flugdeck wurden die Aufbauten des Zerstörers beschädigt, als brennende Wrackteile und ein in Flammen stehendes Flugzeug, das von der Besatzung der USS Sangamon über Bord geschoben wurde, auf die Wasserbomben am Heck des Zerstörers fielen. Als das Feuer an Bord des Trägers unter Kontrolle gebracht war, war der Zerstörer ebenfalls schwer beschädigt und wurde am 10. Mai zur Reparatur nach Guam entlassen.
Nach der Reparatur stieß die USS Hudson am 22. Juni vor Okinawa auf die 3. US-Flotte und lief anschließend nach Eniwetok, um im Gebiet der Marshallinseln im Geleitdienst eingesetzt zu werden. Nachdem sie einen Konvoi zu den Aleuten eskortierte, nahm sie sechs Tage nach der Unterzeichnung der Kapitulation Japans Kurs auf Nordjapan. Von Japan aus lief sie nach Alaska, um dort an der Operation Magic Carpet teilzunehmen. Anschließend lief sie nach Bremerton, um in der Puget Sound Navy Yard für die geplante Außerdienststellung vorbereitet zu werden.

### Nachkriegszeit
Am 15. März 1946 nahm die USS Hudson Kurs auf San Diego, wo sie am 31. Mai außer Dienst gestellt und der Reserveflotte zugeteilt wurde. Im Januar 1947 wurde sie auf der Mare Island Naval Shipyard eingemottet.

### Verbleib
Die USS Hudson wurde am 1. Dezember 1972 aus der Liste der Kriegsschiffe gestrichen und am 27. November 1973 zum Abbruch verkauft.

## Auszeichnungen
Die USS Hudson wurde mit neun Battle Stars ausgezeichnet.